# 施岗站
施岗站位于中华人民共和国湖北省武汉市新洲区，是武汉地铁阳逻线的地铁车站。

## 车站结构
车站位于汉施公路上，七架山水库西侧。车站主体总长141.6m，宽24.6m，本站主体为路中高架三层侧式站台车站,其中一层为架空层、二层为站厅层、三层为站台层，主体结构采用建、桥合一的结构型式。汉施公路北侧的拟征用地内设独立的附属站务用房，南侧亦布置有车站出入口，通过天桥与主体连通，共有4个出入口。车站主体建筑面积6780平方米，附属建筑面积为4947平方米。

### 楼层分布
| 地上三层 | 侧式站台，右侧开门 | 侧式站台，右侧开门                   | 侧式站台，右侧开门 | 侧式站台，右侧开门 |
|          |                    | █ 阳逻线 往后湖大道（阳逻开发区）    |                    |                    |
|          |                    | █ 阳逻线 往金台（金台）              |                    |                    |
|          | 侧式站台，右侧开门 |                                      |                    |                    |
| 地上二层 | 站厅               | 售票机、客服中心、武漢通充值、洗手間 |                    |                    |
| 地面     | 地面               | 出入口                               |                    |                    |

### 车站出口
|                                                 |      |      |  |
| 出口編號                                        | 設施 | 照片 |  |
| A                                               |      |      |  |
| B                                               |      |      |  |
| C                                               |      |      |  |
| D                                               |      |      |  |
| 注： 設有升降機 \| 設有輪椅升降台 \| 設有洗手間 |      |      |  |

## 鄰近地點
七架山水库、施岗立交

### 内部链接
- 武汉地铁车站列表